# Districte de Ruhango
El districte de Ruhango és un akarere (districte) de la província del Sud, a Ruanda. La seva capital és Ruhango.

## Geografia i turisme
Limita amb el districte de Muhanga al nord, amb el de Nyanza al sud, el de Bugesera a l'est, amb el de Kamonyi al nord-est, amb el de Nyamagabe al sud-oest i amb el de Karongi (a la Província de l'Oest) a l'oest.

## Sectors
El districte de Ruhango està dividit en 9 sectors (imirenge): Kinazi, Byimana, Bweramana, Mbuye, Ruhango, Mwendo, Kinihira, Ntongwe i Kabagari.